# Claudio Magris
Claudio Magris, född 10 april 1939 i Trieste, är en italiensk översättare, författare och professor i germanistik. Han var senator i den italienska senaten 1994 - 1996. Magris anses vara en av de främsta italienska experterna på den tyska, centraleuropeiska kulturen. 

## Biografi
Claudio Magris föddes i Trieste, men flyttade som artonåring till Turin där han studerade tyska språket och litteraturen. 1963 doktorerade han och avhandlingen var hans första bok; Il mito absburgico nella letteratura austriaca moderna  behandlar hur huset Habsburg blivit en myt i den moderna litteraturen i Österrike. Hans hemstad Trieste hade tidigare varit under österrikiskt styre, vilket är hans personliga skäl till detta intresse, liksom dess arv av germansk, slavisk och italiensk kultur. Han undervisade efter promoveringen en period vid universitetet i Freiburg, och sedan i Turin och i Trieste. 
Som skönlitterär författare var Illazioni su una sciabola 1984 hans debut. Hans litterära genombrott skedde 1986 med hans hittills mest kända verk, Donau, en litterär resa längs Donauområdets mångkulturella historia. Magris har skrivit essäer om E.T.A. Hoffmann, Henrik Ibsen, Italo Svevo, Robert Musil, Hermann Hesse och Jorge Luis Borges. 
Han var under många år professor i germanistik vid universitetet i Trieste, och är fortfarande verksam i den italienska tidningen Corriere della Sera. 
Magris vann 1987 Baguttapriset för Donau och Stregapriset 1997 för Microcosmi. Han vann 2001 Erasmuspriset och det spanska Premios Príncipe de Asturias 2004. Österrike gav den 31 juli 2006 sitt årliga statliga pris i europeisk litteratur till Magris. 2009 tilldelades Magris Friedenspreis des Deutschen Buchhandels.
1996 blev Magris änkling då hans hustru, författarinnan Marisa Madieri, avled. 
I sina alster blandar Magris kulturhistoriska fakta med skönlitteraturens frihet. Hemstaden Trieste var länge stationen mellan Europas öst och väst, som Italiens yttersta gräns mot Jugoslavien, men under dess historia har den tillhört flera, vitt skilda statsbildningar. Detta gränsförhållande är centralt för Magris författarskap. Han har sagt att de nationella gränser som skapas av fördrag och konventioner inte är det enda slaget som finns, utan gränser uppspåras även av pennan som flyttar och återställer dem; litteraturen är en zon som rymmer i sig en mångfald på gränsen mellan motstridiga element, och även ändrar de semantiska gränserna. Han ansluter sig därmed till de postmoderna, genreöverskridande författare, vilka med idealism förklarar litteraturens oavhängighet från bundna lagar samt skapandets kraft. Med sin mångkulturella bakgrund faller etiska dilemman naturligen in i hans författarskap, som frågan om förhållandet mellan relativistisk tolerans och etisk universalism; hans åsikt i detta är att man måste finna vad Antigone kallade "gudarnas oskrivna lagar". Magris är för övrigt en varm anhängare av ett enat Europa.
I den bästsäljande Donau, en geografisk faktabok med skönlitterär framtoning, har han lånat reseskildringens berättarteknik, och resan läsaren förs med i löper längs floden Donau genom historiens lopp. Boken skrevs under 1980-talet då östblocket ännu var en realitet, och Magris lägger fram idén att Jugoslavien kanske skulle tjäna som förebild för försonad mångfald. Ett annat hav blandar fiktion och fakta genom att huvudpersonen är en historisk person. Mikrokosmos är en genremässigt svårdefinierad skrift, som rör sig i hemstaden Trieste och anknyter till hustruns hemland, och behandlar mångkulturen och kulturhistorien på skilda platser i ett slags mikrohistoriens anda.
Utopi och klarsyn (svensk översättning 2001) är en litteraturhistorisk och idéhistorisk redogörelse i vilken Magris behandlar Goethe, Linné, Strindberg, Thomas Mann med flera, och för ett rättsfilosofiskt resonemang på den klassiska antikens grund. I denna finns kapitlet Samernas Homeros om samernas diktning, som också givits ut av Johan Turi i En bok om samernas liv. 
I blindo (Alla cieca, svensk översättning 2007) blandar liksom hans förra skönlitterära verk historia och fiktion. En central gestalt i berättelsen är Jørgen Jürgensen, en dansk som år 1809 blev kung av Island och sedan deporterades till Tasmanien. Sammantvinnad med denna historia för Magris den fiktive Salvatore Cipico och dennes levnadsöde, den grekiska mytologins Jason samt vissa italienares anslutning till Titos Jugoslavien, och hur somliga av dessa slutade sina dagar i koncentrationsläger. Berättartekniskt är I blindo avancerad, och tog enligt författaren många år att fullborda. Romanens berättelse kretar omkring identiteten och dess upplösning, skildrat mot bakgrund av folkmord, utopier och oegennytta.

### Översättningar till svenska
(Översättningar av Barbro Andersson, utgivna av Forum, om ej annat anges)
- Donau (Danubio) (1990)
- Ett annat hav (Un altro mare) (1992)
- Mikrokosmos (Microcosmi) (1998)
- Utopi och klarsyn: modernismens sagor, förhoppningar och illusioner (Utopia e disincanto) (2001)
- I blindo (Alla cieca) (2007)
- Som ni säkert förstår (Lei dunque capirà) (2010)
- Alfabet: essäer om litteratur (Alfabeti: saggi di letteratura) (Italienska kulturinstitutet "C.M. Lerici", 2010)
- Åtalsgrund saknas (Non luogo a procedere) (2016)

### Essäer
- Il mito absburgico nella letteratura austriaca moderna. Torino, Einaudi, 1963. Doktorsavhandling.
- Wilhelm Heinse. 1968.
- Tre studi su Hoffmann. 1969.
- Lontano da dove. 1971.
- Joseph Roth e la tradizione ebraico-orientale. 1971.
- tillsammans med Cesare Cases, L'anarchico al bivio. Intellettuale e politica nel teatro di Dorst. 1974.
- L'altra ragione. Tre saggi su Hoffmann. 1978.
- con Angelo Ara, Itaca e oltre e Trieste. Un'identità di frontiera. 1982.
- L'anello di Clarisse. 1984.
- Utopia e disincanto. Saggi 1974-1998. 1999.
- L'infinito viaggiare. 2005.
- La storia non è finita. Milano, Garzanti, 2006.

### Romaner
- Illazioni su una sciabola. 1984.
- Danubio. 1986.
- Stadelmann. 1988.
- Un altro mare. 1991.
- Il Conde. 1993.
- Le voci. 1995.
- Microcosmi. 1997. Vinnare av Stregapriset.
- La mostra. 2001.
- Alla cieca. 2005.
- Lei dunque capirà. 2006.